# Друга Санкт-Петербурзька гімназія
Друга Санкт-Петербурзька гімназія (рос. Вторая Санкт-Петербургская гимназия) — найстаріша державна гімназія Російської імперії. Заснована 1805 року за наказом імператора Олександра І. Розташована в Адміралтейському районі Санкт-Петербурга. Споруда гімназії — пам'ятка архітектури, об'єкт культурної спадщини регіонального значення в Росії.

## Історія

### Період Російської імперії
5 листопада 1804 року — прийнято Статут про навчальні заклади, один із найважливіших законодавчих актів із початку царювання імператора Олександра I.  
7 вересня 1805 року — заснування Санкт-Петербурзької губернської гімназії на розі вулиці Велика Міщанська й провулка Демідова; 9 вересня 1805 року в гімназії розпочалися перші заняття.
1822 року — перейменування гімназії на Вище училище. Навчальний заклад отримав значні переваги: атестат прирівнювався до університетського, викладачі мали вищі ранги, випускників із відзнакою переводили до XIV класу.
8 грудня 1828 року —  затверджено новий статут про гімназії, повітові училища, які перебували під відомством Університетів. Згідно нового Статуту гімназія продовжує своє існування до 1864 року.
1830 року — перейменування Вищого училища в Другу гімназію.
11 червня 1883 року — церемонія закладання гімназійної церкви, а 24 листопада відбулось урочисте освячення храму збудованого на честь Різдва Пресвятої Богородиці. Храм був знищений під час радянського режиму.
7 вересня 1905 року —  до 100-річного ювілею Гімназії було присвоєно ім'я імператора Олександра I.
1917 року — після перейменування Санкт-Петербурга в Петроград освітній заклад отримав назву Петроградська друга гімназія.

### Після 1917 року
1918 року — Друга гімназія перейменована в 1-у єдину трудову школу Казанського району.
1920 року — 1-а єдина трудова школа Казанського району отримала назву 17-а радянська єдина трудова школа. У школі започатковано навчання для дівчат.
1923 року — 17-у радянську єдину трудову школу перейменували в 37-у радянську єдину трудову школу.
1933 року — 37-а радянська єдина трудова школа отримала статус Першої зразкової школи Жовтневого району.
1941—1945 роки — у будівлі школи розмістили шпиталь і учні були переведені до школи № 239. Після закінчення Німецько-радянської війни педагогічний колектив повернувся на вулицю Плеханова, згодом школа отримала нову назву: 232-а середня чоловіча школа Жовтневого району.
1 вересня 1962 року — за рішенням виконавчого комітету Жовтневого району школу перейменували в Середню школу № 232 з поглибленим вивченням англійської мови.
23 лютого 1978 року —  розпочав роботу Шкільний музей бойової слави 24-ї Самаро-Ульяновської Залізної дивізії. З 1991 року — Меморіальний музей історії гімназії.
1 вересня 1990 року — середня школа була перейменована в Школу-гімназію № 232 Жовтневого району Ленінграда.
1 лютого 1991 року — гімназії повернули історичну назву «Друга Санкт-Петербурзька Гімназія».
5 вересня 2005 року —  відбулися перші гімназійні Олімпійські ігри.
6 вересня 2005 року — до 200-річного ювілею на головних сходах освітнього закладу встановлено погруддя імператора Олександра I, засновника гімназії.
2008 року — відкрито другий корпус гімназії за адресою: вул. Казанська, 48.

## Офіційні назви
- Санкт-Петербурзька губернська гімназія — 7 вересня 1805 року
- Вище училище — з 1822 року
- Друга Санкт-Петербурзька гімназія — з 1830 року (Першою Санкт-Петербурзькою гімназією назвали Шляхетний (Благородний) пансіон)
- Гімназія Імператора Олександра І — з 1905 року
- Петроградська Друга гімназія — з 1917 року
- 1-ша єдина трудова школа Казанського району — з 1918 року
- 17-а Радянська єдина трудова школа — з 1920 року
- 37-а єдина трудова школа — з 1923 року
- 1-а зразкова школа Жовтневого району — з 1933 року
- 232-а середня чоловіча школа — з 1946 року
- Середня школа №232 з поглибленим вивченням англійської мови — з 1962 року
- Школа-гімназія №232 Жовтневого району Ленінграда — з 1990 року
- Друга Санкт-Петербурзька гімназія — з 4 лютого 1991 року

## Педагогічний колектив

### Керівники навчального закладу
- Постельс Олександр Пилипович (1837—1856)
- Тихомандрицький Олександр Микитович (1860—1865(?))[2]
- Скворцов Костянтин Опанасович (1868— ?)
- Смирнов Капітон Іванович (1874—1898)[3]
- Давіденков Олексій Іванович (1898—1906)

- Александров Олександр Дмитрович (1918—1924)

- Савранський Тимофій Григорович (1933— 1935)

- Меняєв Михайло Григорович (1947—1951)

- Бойцова Антоніна Іванівна (1962—1965)
- Заварина Неллі Володимирівна (1965—1973)
- Мардер Людмила Маратовна (1987—дотепер)

### Викладачі
У Санкт-Петербурзькій губернській гімназії викладали Федір Федорович Гедике й Федір Іванович Міддендорф. Після перейменування гімназії у Вище училище у ній викладав російський історик і педагог Трофим Осипович Рогов. У Другій гімназії серед викладачів математичних наук були Федір Яковлевич Капустін (російський фізик), Федір Федорович Євальд (засновник реальної освіти), Петро Миколайович Гензель (син Миколи Гензеля, актора Імператорських театрів). 
Також у Гімназії викладали: художник Олексій Авакумович Наумов (викладач живопису), філософ Миколай Миколайович Страхов (викладач природничої історії, публіцист, літературний критик, член-кореспондент Петербургской академии наук Російської імперії), фізик Михайло Петрович Авенаріус (член-кореспондент Петербурзької АН з 1876 року, метеоролог, кліматолог), Авенаріус Микола Петрович (інспектор класів Варшавського Олександро-Маріїнського інституту, дійсний статський радник), викладач фізики й космографії Іван Васильович Глінка (син російського державного діяча, таємного радника Василя Матвійовича й брат художника Якова Глінки), Василь Корабльов (вчений філолог, історик літератури) та інші.

### Сучасна гімназія
Нині у Гімназії працюють 209 осіб, з них 156 осіб — педагогічні працівники. Серед педагогічного колективу вчений ступінь доктора наук мають 3 особи, вчений ступінь кандидата наук присвоєно 7 особам. Директорка гімназії —  Людмила Маратовна Мардер, народний вчитель Росії.  
Викладачка початкової школи Лариса Олександрівна Листова стала першим в історії вчителем, яка отримала звання Почесний громадянин Санкт-Петербурга.

## Структура гімназії
- Адміністрація
- Бібліотека
- Центр інформації
- Меморіальний музей історії Другої Санкт-Петербурзької гімназії
- Катедра початкової школи
- Катедра словесності
- Катедра іноземних мов
- Катедра математики
- Катедра інформатики й технології
- Катедра історії та суспільствознавства
- Катедра природознавства
- Катедра фізичної культури й ОБЖ
- Катедра естетики

## Випускники гімназії

### До 1917 року
- 1811 — Буссе Федір Іванович (педагог і математик)
- 1820 — Кристофарі Микола Антонович (володар першої ощадної книжки в Російській імперії, таємний радник)
- 1822 — Фішер Костянтин Іванович (дійсний таємний радник, сенатор, директор департаменту залізничних доріг)
- 1828 — Порошин Віктор Степанович (економіст, перекладач і педагог)
- 1832 — Бутков Володимир Петрович  (дійсний таємний радник, державний секретар)
- 1835 — Ґедда Михайло Федорович  (державний діяч, сенатор, таємний радник)
- 1836 — Домонтович Костянтин Іванович  (сенатор, діяч епохи визволення селян, дійсний таємний радник)
- 1846 — Тернер Федір Густавович (державний діяч, член Державної ради і сенатор, дійсний таємний радник з 1898)
- 1846 — Оом Федір Адольфович (дійсний таємний радник, один із вихователів дітей Олександра II)
- 1850 — Стебут Іван Олександрович (заслужений професор, письменник і практик із сільського господарства, перекладач, суспільний діяч)
- 1854 — Маєв Микола Олександрович (письменник, журналіст; генерал-майор, учасник середньоазіатських походів.
- 1857 — Фан-дер-Фліт Петро Петрович (фізик, дійсний статський радник)
- 1861 — Коні Анатолій Федорович (юрист, громадський діяч, літератор, дійсний таємний радник, почесний академік Петербурзької АН з 1900)
- 1863 — Іностранцев Олександр Олександрович (геолог, професор Санкт-Петербургского университета, член-кореспондент Петербурзької Академії наук з 1901).
- 1864 — Поссе Костянтин Олександрович (російський математик, почесний член Петербурзької академії наук з 1916, член Санкт-Петербурзького математичного зібрання.
- 1864 — Вонлярлярський Микола Михайлович (генерал від кавалерії, тимчасовий генерал-губернатор Варшави в 1906)
- 1866 — Борґман Іван Іванович (професор, ректор Петербурзького університету)
- 1871 — Клінґенберґ Микола Михайлович (російський державний діяч, губернатор В'ятської, Владимирської та Могильовської губерній, сенатор)
- 1871 — Енґельґардт Вадим Платонович (державний діяч, член Державної ради Російської імперії)
- 1878 — Ланґе Микола Миколайович (психолог німецького походження, професор філософії Імператорського Новоросійського університету (сьогодні — Одеський національний університет імені І. І. Мечникова), засновник вищих жіночих курсів у Одесі.
- 1879 — Кудряшов Михайло Іванович (срібний медаліст; літератор, поет, перекладач, філолог)
- 1881 — Бороздін Олександр Корнілійович (російський літературознавець, масон, мемуарист)
- 1882 — Боткін Євген Сергійович (родинний лікар Миколи ІІ, син Сергія Петровича Боткіна)
- 1883 — Візель Оскар Оскарович (срібний медаліст; дипломат, дослідник Норвегії, засновник формування саамської колекції Російського етнографічного музею в Санкт-Петербурзі)
- 1886 — Анічков Євген Васильович (історик літератури, критик, фольклорист, прозаїк)
- 1886 — Жебельов Сергій Олександрович (історик, спеціаліст у галузі античної історії, археології та епіграфіки, академік АН СРСР з 1927)
- 1887 — Лебединський Володимир Костянтинович (фізик і радіотехнік, професор, доктор технічних наук, голова російського товариства радіоінженерів з 1918)
- 1890 — Христіані Олександр Григорович (офіцер Російської імперії, герой Першої світової війни)
- 1893 — Модзалевський Борис Львович (родознавець, бібліограф, редактор, літературознавець, член-кореспондент РАН з 1918 й АН СРСР з 1925)
- 1897 — Баумґардт Карл Карлович (золотий медаліст; педагог-фізик)
- 1899 — Гірголав Семен Семенович (срібний медаліст; радянський хірург, генерал-лейтенант медичної служби)
- 1902 — Брянцев Олександр Олександрович (театральний режисер першої половини ХХ ст., фундатор і керівник першого театру для дітей та молоді)
- 1906 — Тамаркін Яків Давидович (математик, професор, віцепрезидент Американського математичного товариства в 1942—1943 рр., член Американської академії мистецтв і наук)
- 1906 — Фрідман Олександр Олександрович (золотий медаліст; математик, фізик і геофізик, творець теорії нестаціонарного Всесвіту, автор рівнянь Фрідмана)
- 1910 — Караєв Георгій Миколайович (золотий медаліст; військовий історик, генерал-майор з 1949, кандидат військових наук, доцент, письменник)
- 1917 — Пантелєєв Юрій Олександрович (радянський військово-морський діяч, адмірал, письменник, один із засновників радянського вітрильного спорту)

### Після 1917 року
- 1929 — Грушке Андрій Олександрович (радянський архітектор, лауреат Сталінської премії
- 1939 — Жирмунський Олександр Вікторович (радянський і російський вчений, біолог, академік Академії наук СРСР
- 1956 — Шабалов Микола Павлович (радянський і російський педіатр, доктор медичних наук, професор)